# Mousseux Ancien
Die Moosrose 'Mousseux Ancien' (synonym 'Mousseuse Ancienne' oder 'Moussue Ancienne') ist eine einmalblühende, stark duftende Sorte mit gut bemoosten Kelchen. Die frostharte Sorte wurde 1825 von Jean-Pierre Vibert in Frankreich gezüchtet und wächst etwa 1,20 m hoch. Die Elternsorten sind unbekannt.
Ihre Blüten sind gut gefüllt, lilarosa – zum Rand hin aufhellend, in der Mitte dunkler. Das Laub von 'Mousseux Ancien' ist hellgrün.
Die Rosensorte wird in vielen Rosarien und Gärten der der Welt, unter anderem im Rosarium Petrović, im San Jose Heritage Rose Garden, im Parc de la Tête d’Or und im Europa-Rosarium Sangerhausen ausgestellt.